# Стівен Тайлер
Сті́вен Та́йлер (англ. Steven Tyler; справжнє ім'я Стівен Віктор Талларіко, англ. Stephen Victor Tallarico; нар. 26 березня 1948, Йонкерс, Нью-Йорк, США) — американський музикант, автор пісень, більш відомий як лідер гурту Aerosmith він почав свою кар'єру з того часу, як грав у групі в 1965 році.
У 1970-х і на початку 1980-х років, Тайлер був також відомий за його пристрасть до наркотиків і алкоголю. Протягом його яскравих і динамічних виступів, він зазвичай виходив на сцену в яскравому і кольоровому одязі, і його фірмовим знаком стали мікрофонні стійки, з прив'язаними на них шарфами. Його ім'я знаходиться на 99-й позиції в списку Найкращих Вокалістів журналу Rolling Stone. Також він відмічений на 3-у рядку в хіт-параді вокалістів 100 Parader's Metal.

## Життєпис
Народився 26 березня 1948 року в місті Йонкерс американського штату Нью-Йорк. Предки Стівена Тайлера зі сторони батька (який також був музикантом, тільки в жанрі класичної музики) — італійського і німецького походження, а по лінії матері — польського, українського та  американського. Батько матері був українцем.
Друга дитина в сім'ї. Сестра — Лінда. Пізніше його сім'я переїхала в Йонкерс, де Тайлер вступив до Вищої Школи імені Рузвельта. Був виключений за вживання наркотиків.
1970 року з гітаристом Джо Перрі заснував гурт Aerosmith. В гурті, окрім вокалу, грає відразу на декількох інструментах: губна гармоніка, клавішні, ударні, бас-гітара, мандоліна, скрипка, флейта.
Був двічі одружений, у нього четверо дітей. Одна з них — відома актриса Лів Тайлер. Менш відома, але також знімається в кіно і працює моделлю, інша донька Стівена, Міа.
2007 року Стівен підписав договір з ігровою компанією Activision, на право використовувати зовнішність і пісні гурту Aerosmith в ігрі Guitar Hero: Aerosmith (2008).
У листопаді 2009 року в своєму онлайн інтерв'ю оголосив про вихід з гурту.
У грудні 2009 року знаходився на лікуванні від наркотиків в афганському реабілітаційному центрі.